# Honda XRV 750 Africa Twin
Die Honda XRV 750 Africa Twin [ˈæfrɪkə twɪn] ist ein geländegängiges Motorrad des japanischen Herstellers Honda, das von 1990 bis Juni 2003 produziert wurde. Die Reiseenduro ist konstruktiv von der Honda XL 600 V Transalp abgeleitet, eine Weiterentwicklung der Honda XRV 650 Africa Twin und wird von einem hubraumvergrößerten Zweizylindermotor der Honda NT 650 Hawk angetrieben.

## Geschichte
Als Reaktion auf die Motorsporterfolge der BMW R 80 GS Anfang der 1980er wurde die Honda Racing Corporation (HRC) im Jahr 1984 mit der Entwicklung eines wüstentauglichen, geländegängigen Motorrades für die Rallye Paris-Dakar beauftragt. Im Jahr 1985 wurde die NXR 750 V mit einem wassergekühlten Zweizylinder mit 779 cm³ Hubraum und einer Nennleistung von 48 kW (65 PS) vorgestellt. Dieses Motorrad gewann von 1986 bis 1989 viermal in Folge die Rallye Paris-Dakar und wurde deshalb auch „Queen of Africa“ genannt.
Die Africa Twin XRV 650 mit Herstellercode RD 03 basiert nicht auf dem Werks-Rallye-Motorrad NXR 750, hat aber nach dem Erfolg der NXR bei der Rallye Paris-Dakar 1987 deren Optik übernommen. Trotz eines Gewichts von 220 kg ließ sich die Reiseenduro sowohl auf der Straße als auch im Gelände gut bewegen. In Deutschland wurde wegen der günstigeren Typklasse die Leistung durch eine Drosselung von 57 PS auf 50 PS reduziert und das Motorrad zu einem Preis von 10.570 DM verkauft. Die Höchstgeschwindigkeit beträgt 165 km/h bei einer Drehzahl von 7.640 min−1. Die Aluminiumfelgen haben Stahlspeichen und sind vorne und hinten mit Diagonalreifen ausgerüstet. Die RD 03 verzögert vorne über eine Scheibenbremse mit einem Zweikolbensattel und hinten mit einer Scheibenbremse mit einem Einkolbensattel. Das Motorrad war bis 1991 ausschließlich in der Farbenkombination (weiß-rot-blau) der Honda Racing Corporation (HRC) erhältlich.

## Modellvarianten der XRV750

### RD04 von 1990 bis 1992

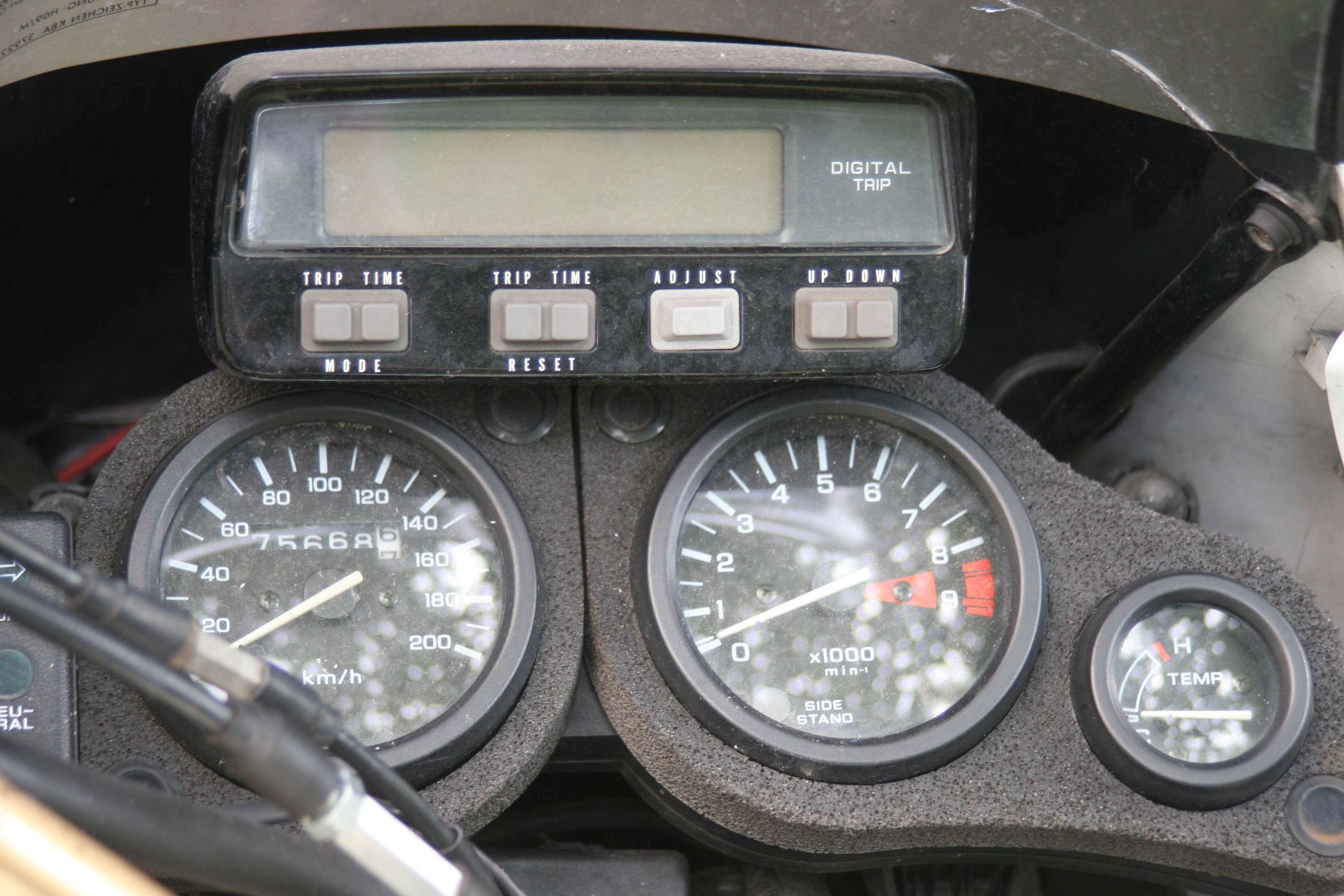
Tripmaster oberhalb des Tachometers

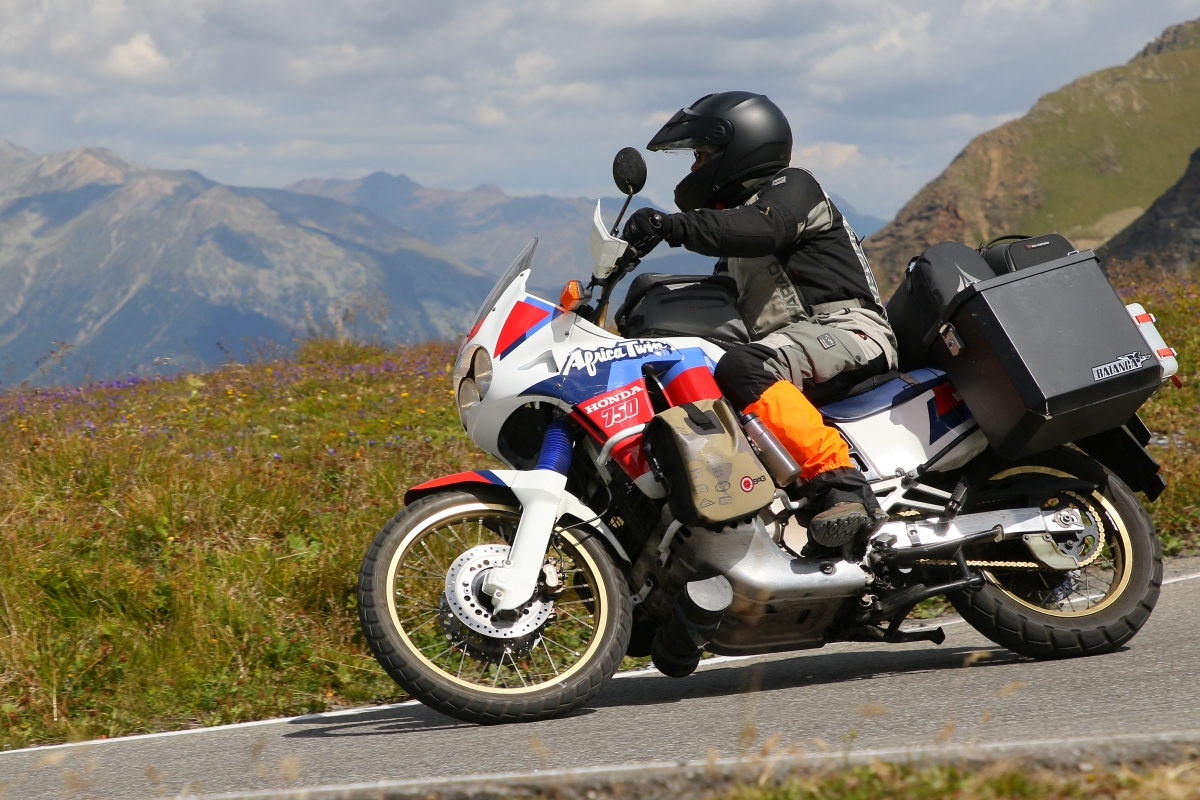
RD04 von 1991 in HRC-Lackierung

1990 wurde bei dem Nachfolgemodell RD 04 der Hubraum von 647 auf 742 cm³ erweitert, wodurch die Leistung von 57 auf 59 PS stieg. Aufgrund von geänderten Steuerzeiten, einem größeren Vergaserquerschnitt und einer von 9,4 auf 9,0 reduzierten Verdichtung erhöhte sich das maximale Drehmoment von 55 auf 61 Nm. Mit einer stärkeren Kupplung, größer dimensionierten Pleuel- und Kurbelwellenlagern und einer höheren Fördermenge von Öl- und Wasserpumpe wollte Honda die Standfestigkeit verbessern. Gegenüber dem Vorgängermodell hatte die RD 04 einen Ölkühler, einen verstärkten Rahmen mit einer um 5 mm verlängerten Schwinge, eine modifizierte Verkleidung, eine Doppelscheibenbremsanlage und ab 1992 einen digitalen Tageskilometerzähler mit dem Namen Tripmaster. Der größere Motor und die Aufrüstung erhöhten das Gewicht von 220 auf 238 kg, jedoch nahm auch die Höchstgeschwindigkeit von 165 auf 174 km/h zu.

### RD07 von 1993 bis 1995
Die Africa Twin wurde 1993 umfangreich überarbeitet und auch in einer entdrosselten Version mit 44 kW (60 PS) angeboten. Durch neue Flachschiebervergaser stieg die Nennleistung um 10 PS. Der Luftfilter ist oberhalb des Vergasers montiert, um weniger vom Vorderrad aufgewirbelten Staub anzusaugen, wodurch sich auch die Wattiefe erhöht. Der modifizierte Doppelschleifen-Rohrrahmen war 4 kg leichter. Eine verkürzte Hinterradschwinge reduzierte die Sitzhöhe von 88 auf 86 cm. Die Bremssattel vorne wie hinten wurden modifiziert, um den Austausch der Bremsbeläge zu erleichtern. Ein auf 23 Liter verkleinerter Tank reduzierte das Gesamtgewicht auf 230 kg und die Reichweite auf 300 km bei einem durchschnittlichen Kraftstoffverbrauch von 6,2 Litern Normalbenzin auf 100 km.
Insgesamt wurde die RD 07 im Vergleich zu ihren Vorgängern tourentauglicher, aber nicht sportlicher.

### RD07a von 1996 bis 2000
Die RD 07a ist die letzte Evolutionsstufe der Africa Twin, die bis zum Produktionsstopp im Jahr 2000 gefertigt wurde. Die ehemals zwei Impulsgeber- und Zündspulen wurden durch jeweils eine ersetzt, die beide Zündkerzen mit Spannung versorgt. Die goldeloxierten Felgen, die Luftunterstützung der Telegabel sowie die Justierschraube für die Druckstufendämpfung entfielen gegenüber der RD 07.
Die von 2001 bis 2003 verkauften Modelle wurden aus Lagerbeständen montiert bzw. abverkauft. Honda verkaufte in Europa bis Ende 2003 insgesamt 72091 Einheiten, davon 20823 in Deutschland.

### Modellvergleich
| Modellcode                | RD03          | RD04          | RD07          | RD07a         |
| ------------------------- | ------------- | ------------- | ------------- | ------------- |
| Verkaufsbezeichnung       | XRV 650       | XRV 750       | XRV 750       | XRV 750       |
| Modell                    | J bis K       | L bis N       | P bis S       | T bis Y       |
| Baujahr                   | 1988–1989     | 1990–1992     | 1993–1995     | 1996–2000     |
| Nennleistung              | 37 kW (50 PS) | 44 kW (60 PS) | 44 kW (60 PS) | 44 kW (60 PS) |
| Gesamtlänge               | 2295 mm       | 2330 mm       | 2380 mm       | 2380 mm       |
| Breite                    | 895 mm        | 895 mm        | 895 mm        | 895 mm        |
| Höhe                      | 1290 mm       | 1420 mm       | 1430 mm       | 1430 mm       |
| Radstand                  | 1564 mm       | 1565 mm       | 1564 mm       | 1564 mm       |
| Sitzhöhe                  | 890 mm        | 890 mm        | 860 mm        | 860 mm        |
| Trockengewicht            | 187 kg        | 210 kg        | 205 kg        | 205 kg        |
| Tankvolumen (mit Reserve) | 24 Liter      | 24 Liter      | 23 Liter      | 23 Liter      |

### Modellnachfolge
Das in der Presse diskutierte Nachfolgemodell XRV 850 mit einer Leistung von 59 kW (80 PS) wurde von Honda nicht realisiert, stattdessen erschien 1999 die deutlich leistungsstärkere und ca. 40 kg schwerere Honda XL 1000 V Varadero. Auf der EICMA 2014 wurde der Prototyp der Honda CRF 1000 L True Adventure vorgestellt, die von Honda als Nachfolgerin der NXR 750 V positioniert wurde und 2015 als Honda CRF 1000 L Africa Twin auf den Markt kam.

## Technische Daten

### Antrieb
Der flüssigkeitsgekühlte Zweizylindermotor erzeugt aus 742 cm³ Hubraum eine Nennleistung von 44 kW (60 PS) und ein maximales Drehmoment von 66,7 Nm bei einer Drehzahl von 5400 min−1. Der Viertaktmotor ist quer im Rahmen montiert, so dass die beiden Zylinder des V-Motors in einem Winkel von 52° zur Kurbelwelle hintereinander stehen. Jeder Zylinderkopf hat eine zahnkettengetriebene Nockenwelle, die über Kipphebel ein Auslass- und zwei Einlassventile steuert. Die zwei Zylinder haben eine Bohrung von ⌀ 81 mm Durchmesser, die Kolben einen Hub von 72 mm bei einem Verdichtungsverhältnis von 9:1.
Die Einheit aus Motor und Getriebeblock ist in einer Ebene quer zur Kurbelwelle vertikal geteilt und aus einer Aluminiumlegierung gefertigt. Die Kurbelwelle überträgt ihr Drehmoment über Zahnräder auf eine Mehrscheiben-Ölbadkupplung auf der Eingangswelle des Getriebes. Das Getriebe hat fünf Gänge und ist über eine Kette mit dem Hinterrad verbunden. Das Motorrad beschleunigt in 5,0 Sekunden von 0 auf 100 km/h und erreicht eine Höchstgeschwindigkeit von 178 km/h.

### Fahrwerk
Das Fahrwerk besteht aus einem Einschleifen-Stahlrohrrahmen mit doppeltem Oberzug aus Rechteck-Profilen und einem klassischen Rahmenheck. Die beiden Standrohre der Teleskopgabel haben einen Durchmesser von ⌀ 43 mm sowie einen Federweg von 230 mm. Sie sind über eine Gabelbrücke über dem Vorderrad miteinander verbunden. Das Federbein an der Hinterradschwinge aus Aluminium verfügt über ein Umlenksystem und ist sowohl in der Federvorspannung als auch in der Dämpfung stufenlos verstellbar.

### Kühlung
Die Motorkühlung nutzt ein Gemisch aus Wasser und Gefrierschutzmittel, um die Verbrennungswärme von den beiden Zylindern über zwei Radiatoren an die Umgebungsluft abzuleiten. Eine von der Ölpumpe angetriebene Kühlmittelpumpe fördert das heiße Kühlmittel über ein Thermostatventil zu den Kühlern und zurück, wobei der Thermostat erst ab einer Betriebstemperatur von 95 °C vollständig öffnet. Als zusätzliche Kühlung für Kühlmitteltemperaturen oberhalb von 100 °C verfügt der rechte Radiator über ein Kühlgebläse.

## Kritiken
„Als Serienableger der legendären Werks-Rallye-Renner eroberte sich die wuchtige Reise-Enduro mit ihrer Vielseitigkeit und Zuverlässigkeit viele Fans. Der V2-Motor ist nahezu unkaputtbar, das robuste Fahrwerk taugt zum flotten Landstraßenfahren ebenso wie für Offroad-Passagen auf Fernreisen – Komfort und Platz fürs Gepäck gibt’s ebenfalls reichlich.“

„Wenn Sie ein gutes Motorrad für die Straße sowie für Offroad-Fahrten suchen, kann Hondas Africa Twin als Einsteigermaschine mit anderen ihrer Klasse gut mithalten. Sie bietet eine ordentliche Performance mit einer Spitzengeschwindigkeit von 174 km/h. Sie bringt das Blut vielleicht nicht allzu sehr in Wallung, lässt sich bei 160 km/h aber angenehm spazieren fahren.“

„Die Zielgenauigkeit ist hervorragend, das Fahrwerk bleibt jederzeit stabil und ruhig, und die Schräglagenfreiheit geht gegen Unendlich. Die Africa Twin ist der geborene Big Twin-Schreck, ihre nervenschonende Motor- und Fahrwerksauslegung macht es auch Anfängern leicht, sich voll und ganz aufs genußvolle Kurvenschwingen zu konzentrieren. Für Schrauber und Bastler ist die Honda dagegen eher enttäuschend. Sie will einfach nicht kaputtgehen. 80.000 Kilometer ohne irgenwelche Probleme sind locker drin. Wenn überhaupt, müssen höchstens mal Tachowelle, Lenkkopflager oder die Benzinpumpe ausgetauscht werden.“

„Robust, kultiviert, mit handlichem, aber spurstabilem Fahrwerk auf Asphalt und Schotter. […] Das Getriebe schaltet geschmeidig, die Bremsen ankern wirkungsvoll. Der zuverlässige Dreiventil-V2 kennt bis auf seine mitunter anfällige Benzinpumpe keine Schwächen, ist ohne große Zuwendungen gut für astronomische Laufleistungen, läuft sanft und verträgt auch mal schlechten Sprit.“

„Enge Kehren mochte die alte RD 04 nicht so gern. Ihr Schwerpunkt lag weit oben, der breite 24 Liter-Tank und die extreme Sitzhöhe verstärkten bei ungeübten Fahrern das Unsicherheitsgefühl, wenn die Fuhre mal ins Kippen kam. […] Auf brachialen Leistungseinsatz wartete man bei der neuen Africa Twin genauso vergeblich wie bei der alten. Für Fans spitzer Leistungscharakteristik war die 750er glücklicherweise immer noch nichts. Fernreisende stehen mehr auf turbinengleiche Leistungsabgabe, und darin war und ist die Africa Twin unschlagbar. Zwischen 3000 und 7500 U/min zieht der Motor ohne Leistungseinbruch und völlig gleichmäßig durch.“

„Vital, unvergesslich in der Erinnerung, geliebt wegen ihrer Unzerstörbarkeit bei Weltenbummlern und Abenteurern. Die Africa Twin, zuletzt mit dem berühmten 750er V2 ist eine Ikone. In der Hall of Fame des Motorradbaus wird sie für immer ein Extrapodest bekommen. Es war das Motorrad für Wüsten, Kontinente, Fernweh.“